# Лобачи (Нижегородская область)
Лобачи́ — деревня в Воскресенском районе Нижегородской области. Входит в состав Владимирского сельсовета.
Имеет три извилистых улиц:Заречная, Кооперативная, Молодёжная в два порядка из 30 домов. Находится в 13 километрах от административного центра — села Владимирского. Постоянно проживают только несколько семей, остальные — дома дачников.

## География
Располагается на холме у болота Калган, входящего в большую болотистую зону Воскресенского района.
Деревня расположена в 16 км от автодороги K18  Нижний Новгород — Воскресенское, которая ответвляется от региональной автодороги Р159 в деревне Боковая в направление Воскресенского. Является последним населённым пунктом Владимирского сельсовета до которого через Шадрино идёт асфальтовая дорога советских времён.